# Argenna patula
Argenna patula – gatunek pająka z rodziny ciemieńcowatych.

## Taksonomia
Gatunek ten opisany został po raz pierwszy w 1869 roku przez Antona Menge jako Dictyna albopunctata, jednak nazwa ta stanowi nomen oblitum. Ponownie opisany został w 1874 roku przez Eugène’a Simona jako Dictyna patula i to ten epitet gatunkowy jest uznawany. Do rodzaju Argenna przeniósł go w 1883 roku Philipp Bertkau.

## Morfologia
Samce osiągają od 2,1 do 3,1 mm, a samice od 2,3 do 4,5 mm długości ciała. Karapaks zmierzony u 35 samców miał od 1,03 do 1,61 mm długości i od 0,83 do 1,2 mm szerokości, a u 40 samic od 1 do 1,55 mm długości i od 0,73 do 1,15 mm szerokości. Ubarwienie karapaksu może być od czerwonobrązowego przez ciemnobrązowe do czarnego. Ciemnobrązowe szczękoczułki mają trzy zęby na przedniej i dwa na tylnej krawędzi. Sternum ma kolor żółtobrązowy do ciemnobrązowego. Odnóża są jasnożółtobrązowe do rudobrązowych. Opistosoma (odwłok) ma wierzch szarawobrązowy lub ciemnoszary z dwoma rzędami białych kropek.
Nogogłaszczki samca mają golenie wyraźnie dłuższe niż szersze i o niskiej, silnie poszerzonej w części odsiebnej apofizie retrolateralnej. Ponadto aparat kopulacyjny cechują: długi i osadzony prolateralnie embolus o schodkowym wierzchołku oraz zaopatrzony w podłużny rowek i zakrzywioną, spiczastą i pozbawioną kikutowatego wyrostka ostrogę konduktor. Samica ma płytkę płciową z parą nieowłosionych i niecałkowicie otoczonych włoskami przedsionków rozdzielonych przez owłosioną przegrodę oraz otworami kopulacyjnymi położonymi w najgłębszych częściach przedsionków. Przewody kopulacyjne są bardzo wąskie na odcinkach dystalnych, a kształt zbiorników nasiennych jest prostokątny.

## Występowanie i ekologia
Pająk znany z Hiszpanii, Wielkiej Brytanii, Francji, Belgii, Holandii, Niemiec, Danii, Szwecji, Finlandii, Austrii, Włoch, Litwy, Polski, Czech, Słowacji, Węgier, Białorusi, Ukrainy, Mołdawii, Rumunii, Bułgarii, Albanii, Grecji, Rosji, Algierii, Azerbejdżanu, Kirgistanu i Chin. Zasiedla łąki, bagna, solniska i wybrzeża morskie. Bytuje pod drobnymi szczątkami organicznymi. Dojrzałe samice spotyka się przez cały rok, zaś samce od kwietnia do początku lipca.